# Список вулканов Мексики
В начале XXI века программа «Глобальный вулканизм» Смитсоновского института насчитывала на территории Мексики 40 голоценовых и 4 плейстоценовых вулкана, для которых зафиксирована термальная активность. В данном списке приведены действующие и потухшие вулканы, находящиеся на территории Мексики.

## Северо-Западная Мексика
- Серро-Прието. Вулканический купол. Высота — 223 метра. Координаты — 32,418°N 115,305°W. Последнее извержение произошло в голоцене[2].
- Вулканическое поле Пинакате. Высота — 1183 метра. Координаты — 31,85°N 113,5°W[3].

## Нижняя Калифорния
- Агуахито. Кальдера. Высота — более 1300 метров. Координаты — 27,60°N 112,53°W[4].
- Гуадалупе. Вулканический остров, образованный наложением двух щитовых вулканов. Высота — 1100 метров. Координаты — 29,07°N 118,28°W[5].
- Коронадо. Стратовулкан. Высота — 440 метров. Координаты — 29,08°N 113,513°W. Дата последнего извержения неизвестна, сообщения о фумарольной активности датируются 1539 годом[6].

- Сан-Луис. Вулканический остров. Высота — 180 метров. Координаты — 29,97°N 114,4°W[7].
- Тортуга. Вулканический остров/щитовой вулкан. Высота — 224 метра. Координаты — 27,438°N 111,881°W[8].
- Трес-Вирхенес. Комплекс из 3 стратовулканов. Высота — более 1940 метров. Координаты — 27,470°N 112,591°W. Последнее извержение произошло в голоцене[9].
- Вулканическое поле Комонду-ла-Пурисима. Высота — 780 метров. Координаты — 26,00°N 111,92°W[10].
- Вулканическое поле Сан-Борха. Высота — 1360 метров. Координаты — 28,5°N 113,75°W[11].
- Вулканическое поле Сан-Кинтин. Высота — более 260 метров. Координаты — 30,468°N 115,996°W[12].
- Вулканическое поле Харагуай. Высота — 960 метров. Координаты — 29,33°N 114,5°W[13].

## АрхипелагРевилья-Хихедо
- Барсена. Пирокластический конус. Высота — 332 метра. Координаты — 19,30°N 110,82°W. Последнее извержение произошло в 1953 году[14].
- Сокорро. Щитовой вулкан. Высота — 1050 м. Координаты — 18,78°N 110,95°W. Последнее извержение произошло в 1994 году[15].

## Граница Мексики и Гватемалы
- Такана. Стратовулкан. Высота — 4060 метров. Координаты — 15,130°N 92,112°W. Последнее извержение состоялось в 1986 году[16].

## Прочие регионы
- Атлишкос. Щитовой вулкан. Высота — 800 метров. Координаты — 19,81°N 96,527°W[17].

- Исабела. Вулканический остров/комплекс туфовых конусов. Высота — 95 метров. Координаты — 21,848°N 105,886°W[18].
- Истаксиуатль. Стратовулкан. Высота — 5230 метров. Координаты — 19,179°N 98,642°W. Последнее извержение произошло около 11 тысяч лет назад[19].
- Колима. Стратовулкан. Высота — 3850 метров. Координаты — 19,514°N 103,62°W. Последнее извержение произошло в 2019 году[20].
- Кофре-де-Пероте (Наукампатепетль). Сложный вулкан. Высота — 4282 метра. Координаты — 19,492°N 97,15°W. Последнее извержение произошло в 1150 году[21].
- Ла-Малинче. Стратовулкан. Высота — 4461 метр. Координаты — 19,231°N 98,032°W[22].
- Лас-Кумбрес. Стратовулкан. Высота — 3940 метров. Координаты — 19,15°N 97,27°W. Последнее извержение произошло приблизительно в 3940 году до н. э.[23]
- Лас-Деррумбадас. 2 лавовых купола, наиболее заметные объекты вулканического поля Сердан-Орьенталь. Высота — 3485 метров. Координаты — 19,27°N 97,47°W[24].
- Лос-Асуфрес. Кальдера. Высота — более 3400 метров. Координаты — 19,85°N 100,63°W. Последнее извержение произошло в плейстоцене[25].
- Лос-Хумерос. Кальдера. Высота — 3150 метров. Координаты — 19,68°N 97,45°W. Последнее извержение произошло в 4470 г. до н. э.[26].

- Невадо-де-Толука. Стратовулкан. Высота — 4680 метров. Координаты — 19,108°N 99,758°W. Последнее извержение произошло около 1350 года до н. э.[27]
- Орисаба. Стратовулкан. Высота — 5564 метра. Координаты — 19,03°N 97,27°W. Последнее изверждение произошло в 1846 году[28].
- Папайо. Лавовый купол. Высота — более 3600 метров. Координаты — 19,308°N 98,70°W[29].
- Попокатепетль. Стратовулкан. Высота — 5393 метра. Координаты — 19,023°N 98,622°W. Действующий, последнее извержение произошло в 2023 году[30].
- Пунта-Пульпито. Лавовый купол. Координаты — 26,52°N	111,475°W. Последнее извержение произошло в плейстоцене[31].
- Сан-Мартин. Щитовой вулкан. Высота — 1650 метров. Координаты — 18,57°N 95,20°W. Последнее извержение произошло в 1796 году[32].
- Сангангуэй. Стратовулкан. Высота — 2340 метров. Координаты — 21,45°N 104,73°W[33].
- Себоруко. Стратовулкан. Высота — 2280 метров. Координаты — 21,125°N 104,508°W. Последнее извержение произошло в 1875 году[34].

- Сьерра-ла-Примавера. Кальдера. Высота — 2270 метров. Координаты — 20,62°N 103,52°W. Последнее извержение — около 30 тысяч лет назад[35].
- Хокотитлан (Шокотепетль). Стратовулкан. Высота — 3900 метров. Координаты — 19,73°N 99,758°W. Последнее известное извержение произошло в 1270 году[36].
- Эль-Чичон. Лавовый купол. Высота — 1060 метров. Координаты — 17,36°N 93,228°W. Последнее извержение произошло в 1982 году[37].
- Вулканическое поле Дуранго. Высота — 2075 метров. Координаты — 24,15°N 104,45°W[38].
- Вулканическое поле Ла-Глория. Высота — 3500 метров. Координаты — 19,33°N 97,25°W[39].
- Вулканическое поле Маскота. Высота 2525 — метров. Координаты — 20,567°N 104,817°W[40].
- Вулканическое поле Мичоакан-Гуанахуато. Высота — 3860 метров. Координаты — 19,85°N 101,75°W. Последнее извержение состоялось в 1952 году[41].
- Вулканическое поле Наолинко. Высота — 2000 метров. Координаты — 19,67°N 96,75°W. Последнее извержение произошло около 1200 года до н. э.[42]
- Вулканическое поле Ситакуаро-Валье-де-Браво. Высота — 3500 метров. Координаты — 19,4°N 100,25°W. Последнее извержение — около 3050 года до н. э.[43]
- Вулканическое поле Чичинауцин. Высота — 3938 метров. Координаты — 19,139°N 99,16°W. Последнее известное извержение состоялось в 399 году[44].